# Amidei (Adelsgeschlecht)

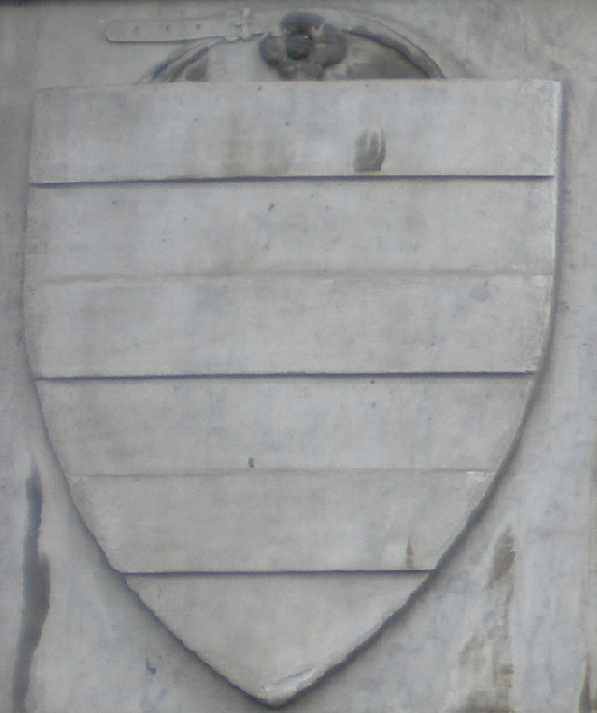
Wappen von Amidei auf der Basilika von Santa Maria Novella

Die Amidei waren eine italienische Adelsfamilie aus Florenz. Ursprünglich stammte die Familie aus Rom, aber sie zogen bereits bei der Gründung der Stadt Florenz dorthin.
Bekanntheit erlangte die Familie durch einen Streit mit der Familie Buondelmonti. Dieser Streit soll zur Bildung der Ghibellinen und Guelfen 1215 in Florenz geführt haben.

## Mitglied
- Amadeus von Amidei: Stifter des Servitenordens, Heiliger der römisch-katholischen Kirche